# 피톤

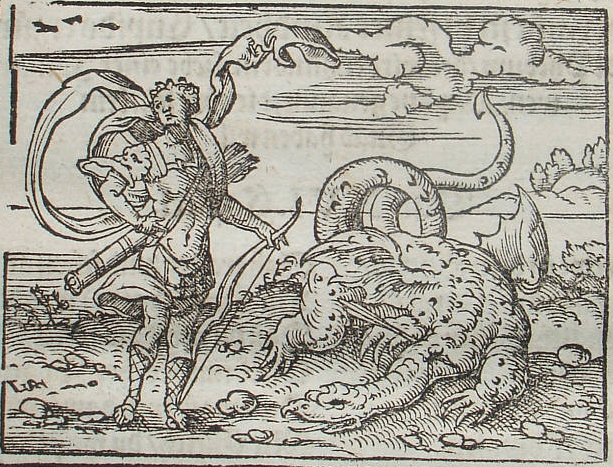
아폴론이 쏜 화살을 맞고 죽은 피톤

피톤(Python)은 그리스 신화에서 그리스 중부의 파르나소스 산 남쪽 기슭에 있는 델포이의 신탁소를 지배하였던 큰 뱀이다.
피톤은 거대하고 새까만 독사의 모습을 가지고 있다. 그는 대지의 모신인 가이아가 남성 없이 낳은 자식이며, 대홍수 이후에 진흙에서 기어나왔다. 대지의 여신 가이아는 자신이 지배하고 있던 성지 피토(델포이의 옛 이름)를 피톤에게 이양해주며 그가 사람들에게 예언을 내릴 것을 허락했다.
피톤은 평소에는 피토 근처에 있는 깊은 대지의 틈새에 몸을 숨기다가 신관들의 기도나 많은 공물에 응답하여 땅속에서 기어나와 신탁을 내렸다. 그러나 자신에게 신탁의 권리를 양보해준 가이아의 의사에 반할 것 같은 예언은 절대로 하지 않았다.
피톤은 일찍이 가이아로부터 한 가지 예언을 받았다. 그것은 다음에 태어나는 제우스의 아들이 피톤의 생명을 앗아갈 것이라는 예언이었다. 그는 여신 레토가 제우스의 자식을 배고 있다는 소식을 듣자 자신을 죽일 운명의 아이가 태어나기 전에 그 어머니와 함께 먹어버리자고 결심했다. 그러나 다른 신들의 도움으로 레토는 피톤을 피해서 쌍둥이 오누이인 아폴론과 아르테미스를 무사히 출산할 수 있었다.
아버지인 제우스는 쌍둥이의 탄생을 기뻐하며 아폴론에게 예언을 관장하는 능력을 주었다. 그러나 예언의 땅 피토는 피톤이 지배하고 있었다. 아폴론은 이제 갓 태어났지만 제우스가 바라는 바를 알아차리고 피톤으로부터 신탁소를 빼앗기 위해 활과 화살을 가지고 피토로 향했다. 아폴론이 신탁소로 향한 것은 그가 태어난 당일이라고도 하고 4일 후라고도 전해진다.
방금 태어난 갓난아기의 모습을 한 아폴론을 보고 방심한 피톤은 이런 아기라면 한 입에 처치할 수 있겠다고 생각하여 자기가 먼저 덮치지 않고 그저 기다리기만 했다. 그러나 아폴론이 쏜 화살은 피톤의 몸을 관통했고 피톤은 저항하지도 못하고 그대로 목숨을 잃었다. 이렇듯 가이아의 예언은 적중했고, 피톤은 신탁의 권리를 아폴론에게 빼앗기고 말았다.
피톤의 시체는 아폴론의 손에 의해 껍질이 벗겨지고 불태워졌다. 그리고 그 재는 돌로 된 관에 넣어져 신탁소 안쪽에 있는 세계의 중심을 가리키는 돌 옴파로스 밑에 묻혔다.
아폴론은 피토를 델포이라는 이름으로 바꿔 자신이 신탁소의 지배자임을 선언하고, 피톤의 껍질을 덮은 세발 솥을 통해 예언을 내렸다. 또한 가이아의 대변자였던 피톤을 죽인 일로 인해 그녀의 미움을 사지 않도록 아폴론은 8년마다 피톤의 죽음을 애도하는 피티아 제전을 열어 가이아와 피톤에게 경기와 제물을 바쳤다.
그러나 신탁소의 이름이 델포이로 바뀌었어도 신탁을 주관하는 여자 신관들의 이름은 피톤의 이름에서 딴 피티아라는 호칭으로 계속 불렸다.

## 같이 보기
- 아폴론 신전